# Espanto

## Síntomas
El espanto se caracteriza por los siguientes síntomas, los cuales no necesariamente se presentarían todos juntos:
- diarreas sin motivo aparente
- vómito
- falta de ganas de comer
- escalofríos
- fiebre
- inapetencia
- dolor de cabeza
- preferencia por los lugares oscuros o con muy poca luz
- adelgazamiento de la sangre.
- llanto inconsolable.
- insomnio.
- Desesperación

## Tipos
Existirían diferentes tipos de espanto, y la clasificación obedece a la diferentes causa que podrían originarlos.
- Espanto de Chaneque: Aparecería después de que la persona se hubiera topado con un chaneque, un ser de la mitología mexica. Esta denominación es un tanto genérica, porque también se aplicaría a los supuestos encuentros con Dueños (espíritus protectores de animales o plantas), Espíritus del agua, Espíritus de los bosques, Gente (criaturas sobrenaturales de la Chinantla, Oaxaca), etc.
- Espanto causado por agua: Se daría posteriormente a que alguien hubiera estado a punto de caer al agua o ahogarse.
- Espanto de víbora: Se presentaría cuando una serpiente se hubiera atravesado de improviso en el camino de alguna persona; no sería necesario que el animal la mordiera.
- Espanto de muerto: Es aquel que resultaría de haberse topado con el espíritu de alguien que hubiera fallecido.
- Espanto de Ojo fuerte: Es aquel que resultaría de haber sido expuesto – en caso de bebes o niños – a personas desconocidas y con miradas muy penetrantes, con auras pesadas.
- Otras causas: Aquí se incluyen todos aquellos que se derivan de cualquier situación que hubiera causado miedo al individuo, por ejemplo, un encuentro con algún animal salvaje, que algún rayo cayese cerca, toparse con algún hechicero, presenciar actos que incluyan una alta carga de agresión o violencia, que la Tierra se hubiera "enojado" con alguien por los "pecados" cometidos, etc.

Dentro de otras causas se deben considerar situaciones fortuitas como caídas, haber vivido accidentes de coche, gritos de otras personas, presenciar actos violentos, y similares.

## Proceso del tratamiento
Existe la creencia de que el remedio más común es hacer una «limpia» a la persona afectada con huevo, cal, monedas de plata o hierbas. Se lleva a cabo un «barrido o en una casa» (pasar a lo largo de la persona un ramo) de albahaca, pirú, ciruelillo, huele de noche, mirlo, epazote, malora, ruda o alguna otra planta que el curandero elija. Hay quien prefiere añadir infusiones de estas yerbas para potenciar su efecto. En algunos lugares se opta sahumar a la persona con copal, incienso o alguna otra planta. Todos los procedimientos anteriores irán acompañados de oraciones.
Una variación de la «limpia» se hace con piedra alumbre, la cual tras haber sido frotada en el cuerpo del afectado mientras se reza, se echa al fuego y, según las consejas, en las llamas se podrá ver quién o qué ocasionó el espanto.
También se cura el espanto rociando a la persona con una mezcla preparada con mezcal (bebida embriagante) y hierba mechuda. Para mejores resultados, esta mezcla debe también ingerirse.
Si el espanto es el resultado de que la Tierra se haya enojado con alguien debido a sus pecados, es menester que el afectado la bese, como muestra de que se le respeta y como solicitud de perdón.
En casos de espanto de muerto, el curandero suele acudir a la tumba de quien causó el mal y pedirle ―de la manera más atenta― que deje en paz al «espantado». Cuando las solicitudes amables no dan resultado, el curandero regresa al lugar y, en esta ocasión, con groserías exige al fallecido que deje de molestar al enfermo. Normalmente, con esta segunda exigencia es suficiente.
Otro camino suele ser acudir a un chupador (especialista en chupar), quien llevará al enfermo al sitio donde se produjo el susto. Ahí, el chupador succionará ―con un carrizo o directamente con la boca― las sienes, las muñecas, los codos, las rodillas y los tobillos del enfermo.
El «levantamiento de la sombra» es una ceremonia que consiste en ir al sitio en que el afectado «perdió el alma», capturarla e introducirla en un pollito, el cual será llevado inmediatamente con el enfermo. Una vez ahí, se extrae el alma del ave y se pasa a la persona.
En caso de que el curandero haya ejecutado la limpia con huevo, este debe estar en temperatura ambiente, al pasar el mismo por todo el cuerpo del ‘espantado’ con rezos y peticiones constantes; al finalizar, en un vaso alto transparente lleno de agua se procedera a hacer la lectura del huevo al quebrarlo y vaciarlo al vaso con agua, solo el curandero y su sabiduría podrá interpretar la lectura de la pasada del huevo al afectado y sus familiares – de ser necesario. Ese vaso deberá ser desechado al desagüe para que se vaya el mal y entre el bien. 
En casos muy extremos el curandero podría pedir al espantado que hagan un ritual de purificación de cuerpo y alma, bailando semidesnudos o desnudos alrededor de una llama o fogata para expiar el mal que acongoja al afligido. Este procedimiento suele hacerse cuando el afectado ha sido presa de un hecho violento, cómo un asalto o un hecho fortuito con mucho ruido. En este acto también se recomienda lo ya antes mencionado: se succionarán las sienes, las muñecas, los codos, las rodillas y los tobillos del enfermo para alejar totalmente el mal que lo aflige.